# Lasioglossum kotschyi
Lasioglossum kotschyi är en biart som först beskrevs av Ebmer 1981.  Lasioglossum kotschyi ingår i släktet smalbin, och familjen vägbin. Inga underarter finns listade i Catalogue of Life.